# 12678 Gerhardus
12678 Gerhardus este o planetă minoră (asteroid) din centura de asteroizi. A fost descoperită pe 2 martie 1981 la Observatorul Siding Spring de Schelte J. Bus. 
Obiectul prezintă o orbită caracterizată de o semiaxă mare de 2,5429492 UAi, o excentricitate de 0,12, o înclinație de 2,465 ° în raport cu ecliptica.